# Chiesa di San Giovanni Battista (Pontevigodarzere)
La chiesa di San Giovanni Battista è la parrocchiale di Pontevigodarzere, quartiere di Padova, in provincia e diocesi di Padova; fa parte del vicariato dell'Arcella.

## Storia
Anticamente, a Pontevigodarzere esisteva una piccola cappella dedicata a San Giovanni Battista. Ad essa era preposto l'arciprete di Torre, il quale, all'inizio del Novecento, decise di far costruire una nuova chiesa a Pontevigodarzere. Avuto il benestare del vescovo Luigi Pellizzo, iniziarono i lavori di edificazione del nuovo edificio, il quale fu aperto al culto nel 1924. L'anno successivo divenne parrocchiale e, verso la fine del secolo, fu completamente restaurato; venne dedicato nel 1994.

## Descrizione

### Esterno
L'edificio sorge con orientamento est-ovest, a ridosso dell'argine sinistro del fiume Brenta. La pianta è a navata unica, con cappelle laterali che sporgono dalla struttura, priva di campanile, dove i mattoni faccia a vista lasciano spazio ad elementi decorativi in pietra richiamando l'impostazione dell'architettura religiosa romanica con i più recenti canoni neoromanici.
La facciata spezza lo sviluppo verticale con una cornice marcapiano ed è impreziosita da archetti pensili di gusto romanico. L'accesso al portale principale, sopraelevato rispetto al piano stradale, è preceduto da una scalinata e impreziosito da un protiro con volta a botte sostenuta da una coppia di colonne.

### Interno
Opere di pregio conservate all'interno della chiesa sono un dipinto di bottega veneta raffigurante il Battesimo di Gesù Cristo, realizzato tra i secoli XVIII e XIX, una pala il cui soggetto è la Madonna con il Bambino e San Giovanni Battista, un tempo posta in una chiesetta della Guizza, e un'altra del 1630 di San Giovanni Battista che offre un agnello a Gesù bambino alla presenza di un angelo musicante, probabilmente opera di Alessandro Varotari.